# 219 Tusnelda
219 Tusnelda (mednarodno ime 219 Thusnelda) je asteroid tipa S v glavnem asteroidnem pasu. 

## Odkritje
Asteroid je odkril avstrijski astronom Johann Palisa 30. septembra 1880 v Pulju . Imenuje se po Tusneldi, ženi nemškega bojevnika Arminija (tudi Herman ali Armin).

## Lastnosti
Asteroid Tusnelda obkroži Sonce v 3,61 letih. Njegova tirnica ima izsrednost 0,224 nagnjena pa je za 10,841° proti ekliptiki. Njegov premer je 40,56 km, okoli svoje osi se zavrti v 29,842 h .